# Rubén Sobrero
Rubén Darío "Pollo" Sobrero (Buenos Aires, 1 de noviembre de 1961) es un dirigente gremial argentino. Está divorciado y es padre de cuatro hijos. Es el Secretario General de la Unión Ferroviaria, seccional Gran Buenos Aires Oeste-Haedo del ferrocarril Sarmiento por la lista Bordó y en oposición a la lista Verde. Militó en distintos partidos trotskistas morenistas y fue candidato a vicepresidente en 2007. Actualmente milita en Izquierda Socialista. Integra la mesa nacional del Plenario Nacional del Sindicalismo Combativo y es referente del Frente de Izquierda y de Trabajadores - Unidad.
Desde 2001 Sobrero y «la Bordó», su lista, fueron reelegidos cada dos años, por amplia mayoría. Tras diversas luchas lograron frenar los despidos y que los salarios pasaran de ser los más bajos de la historia a los mejor pagos del sector.

## Biografía
Durante su juventud, militó en la organización Juventud Trabajadora Peronista, para luego participar en el Partido Socialista de los Trabajadores.
Entre 1978 y 1982 trabajó como obrero en la fábrica Siam Di Tella de la localidad de San Justo.
En la Semana Santa de 1987, Sobrero ya era un militante activo del Movimiento al Socialismo (MAS). Participó en la manifestación en la Plaza de Mayo en apoyo a Raúl Alfonsín y la democracia, siguiendo las indicaciones de Luis Zamora. Posteriormente, abandonó la plaza cuando Zamora dio la orden de retirarse, en desacuerdo con las negociaciones del presidente sobre la obediencia debida.
En esa época, Sobrero trabajaba en ENTEL, donde recibió el apodo "Pollo". A principios de los años 90, fue despedido de la telefónica tras su privatización, lo que marcó una etapa difícil en su vida.
Sobrero estuvo más de dos años sin trabajo, viviendo solo y siendo padre de una hija. Decidió entonces dedicarse a la política o al periodismo, pero finalmente se inclinó por trabajar en el sector ferroviario. Ingresó al ferrocarril en 1995, desempeñándose en el área de comunicaciones.
Durante su tiempo en el ferrocarril, fue testigo de un incidente en el que un gerente maltrataba a un empleado de limpieza, lo que lo motivó a involucrarse más activamente en la defensa de los derechos laborales. Decidió unirse a una huelga general convocada por la CGT, a pesar de estar en período de prueba. Su participación en la huelga llevó a su nombramiento como delegado sindical.
Sobrero asistió a una reunión del gremio con la patronal, donde observó cómo se elaboraba una lista de despedidos. Esto lo impulsó a reorganizarse y militar para cambiar la situación. Formó la lista Celeste junto con sectores del moyanismo, la CTA y la izquierda, logrando el 45% de los votos. Posteriormente, formó la lista Bordó y ganó la seccional Haedo en 2001.
Durante los conflictos de 2003 y 2005 en defensa del convenio colectivo de trabajo, la «Bordó» de Sobrero se negó a firmar acuerdos con TBA si no eran votados en asamblea.
Desde 2004, Sobrero y la lista Bordó fueron reelegidos cada dos años por amplia mayoría. Durante su liderazgo, lograron frenar despidos y mejorar significativamente los salarios de los trabajadores del sector.
El 30 de septiembre de 2011 fue detenido y acusado de asociación ilícita en el marco de su supuesta participación de la quema de vagones de trenes de la Línea Sarmiento, ocurrida el 2 de mayo de ese año, pero poco después resultó sobreseído, siendo liberado el 11 de noviembre.
Junto al Cuerpo de Delegados del Ferrocarril Sarmiento presentó más de 300 denuncias, que, si se hubieran escuchado, se podría haber evitado la masacre de Once de 2012 ocasionando más de 50 muertos y 800 heridos.
Es un histórico opositor al dirigente ferroviario José Ángel Pedraza, quien estuvo a cargo de la Unión Ferroviaria hasta su detención en 2012 por el asesinato de Mariano Ferreyra. 
Respecto a José Ángel Pedraza, Sobrero dijo:

Es parte del directorio del Belgrano Cargas, es un empresario que junto a Macri y Roggio comparte jugosas ganancias; mientras el menemismo despedía a 90 mil compañeros, este personaje no movió un músculo, firmó convenios permitiendo que la empresa despida y liquidó todos los policlínicos ferroviarios donde nacían y se curaban nuestros hijos.

En las elecciones de 2023 Sobrero fue candidato a Gobernador de la Provincia de Buenos Aires por el Frente de Izquierda y de Trabajadores - Unidad. Tras superar las internas de la elección PASO, frente a la precandidatura de Alejandro Bodart (MST) y superar el piso mínimo electora, participó de las elecciones generales, obteniendo el 3.88% de los votos.